# Бульвар Леоніда Бикова
Бульва́р Леоні́да Би́кова — бульвар у Деснянському районі міста Києва, житловий масив Вигурівщина-Троєщина. Пролягає від вулиці Миколи Закревського до проспекту Червоної Калини.
Прилучається проїзд без назви до бульвару Володимира Висоцького.

## Історія
Виник у середині 1980-х років під назвою Бульвар 3-й. Сучасна назва на честь українського актора Л. Ф. Бикова — з 1987 року.

## Установи та заклади
- 3а — дитячий садок № 797;
- 7а — ЖЕК № 315;

### Житлові будинки
| № будинку | серія | кількість поверхів | дата будівництва |
| --------- | ----- | ------------------ | ---------------- |
| 3         | КП    | 10                 | 1988             |
| 4         | АППС  | 18                 | 1989             |
| 5         | КП    | 10                 | 1989             |
| 6         | КП    | 10                 | 1989             |
| 7         | КП    | 10                 | 1988             |
| 8         | АППС  | 16                 | 1989             |
| 10        | АППС  | 16                 | 1989             |
| 12        | АППС  | 16                 | 1989             |